# Isòvol
Isòvol település Spanyolországban, Girona tartományban. Isòvol Ger, Das, Prats i Sansor és Bellver de Cerdanya községekkel határos. Lakosainak száma 330 fő (2024).

## Népesség
A település népessége az elmúlt években az alábbi módon változott:
| Lakosok száma | 110  | 295  | 340  | 314  | 200  | 202  | 289  | 301  | 281  | 330  |
|               | 1717 | 1887 | 1936 | 1960 | 1986 | 2004 | 2009 | 2014 | 2019 | 2024 |